# NGC 6851
NGC 6851 је елиптична галаксија у сазвежђу Телескоп која се налази на NGC листи објеката дубоког неба.
Деклинација објекта је - 48° 17' 4" а ректасцензија 20h 3m 34,3s. Привидна величина (магнитуда) објекта NGC 6851 износи 11,7 а фотографска магнитуда 12,7. Налази се на удаљености од 33,393 милиона парсека од Сунца. NGC 6851 је још познат и под ознакама ESO 233-21, PGC 64044.